# Эмари (аэродром)
Авиационная база Эмари (эст. Ämari), в советское время аэродром Сууркюла (эст. Suurküla) — военный аэродром в уезде Харьюмаа Эстонии, расположенный к северо-западу от посёлка Эмари.

## История аэродрома
Именовался также как аэродром Сууркюла, аэродром Сууркюль. Был построен Вооружёнными Силами СССР в 1945 году. Изначально был предназначен для эксплуатации истребителей-бомбардировщиков и фронтовых бомбардировщиков, а также вертолётов (позывной «Вязовка»).. Принимавшиеся воздушные суда: Ту-134; Ан-12, Ан-26, Ан-24; Ил-18; Ил-76; вертолёты.
В ноябре 1967 года на аэродроме сформирован 88-й авиационный полк истребителей бомбардировщиков, который базировался на аэродроме до августа 1984 года, после чего был перебазирован на аэродром Канатово (Кировоград, Украина). Полк был вооружён самолётами: с 1967 по 1973 гг. — МиГ-17, с 1970 по 1980 гг. — МиГ-21ПФМ, а с 1980 года — МиГ-27Д (К).
С 1977 года на аэродроме сформирован 321-й авиационный полк истребителей-бомбардировщиков. Полк эксплуатировал самолёты Су-7Б. В 1987 году полк переучен на Су-24 и передан в состав 132-й бомбардировочной авиационной дивизии. В 1994 году полк расформирован на аэродроме.
В 1991 году к моменту выхода Эстонии из состава СССР на аэродроме базировался 170-й морской штурмовой авиационный полк (фронтовые бомбардировщики Су-24) 132-й морской штурмовой авиационной Севастопольской дивизии, а также части обеспечения полётов — авиационно-техническая база, отдельный батальон радиотехнического обеспечения.
С 1991 по 1993 годы производился вывод российских войск из Эстонии. Лётное поле и казарменная зона весной 1993 года были переданы Силам обороны Эстонии. Лётное поле изначально использовалось для полётов самолётов Ан-2 и вертолётов. Со вступлением Эстонии в НАТО началась частичная реконструкция лётного поля для более широкого использования Военно-воздушными силами Эстонии, завершённая в сентябре 2010 года. При этом, используемый участок взлётно-посадочной полосы сократился на 500 метров — до 2 000 метров.
C мая 2014 года союзники Эстонии по НАТО используют авиабазу Эмари наряду с литовской авиабазой Зокняй в Шауляе. Истребители НАТО находятся на базе по 4 месяца, после чего осуществляется ротация. До конца августа 2014 на авиабазе Эмари базировались четыре датских истребителя F-16. Далее на базе по очереди базировались представители Германии, Испании, Великобритании и снова Германии, все на четвёрках истребителей Eurofighter Typhoon.
База активно используется и для кратковременного базирования НАТОвской авиации во время учений.
В сентябре 2015 года авиабазу посетили истребители пятого поколения F-22 из состава 95-й эскадрильи ВВС США. Принято решение о размещении американских штурмовиков A-10 на авиабазе.
В настоящее время здесь базируются: авиабаза ВВС Эстонии и Дивизион воздушного наблюдения Эстонии; самолёты Ан-2, Aero L-39 Albatros, PZL Wilga 35, вертолёты Robinson R-44 Clipper.